# UEFA Jubilee 52 Golden Players
UEFA Jubilee 52 Golden Players je seznam 52 fotbalových hráčů, kteří byli vybráni svými národními fotbalovými asociacemi k 50. výročí založení Evropské fotbalové asociace (UEFA) v roce 2004. Tou dobou měla UEFA 52 členů (pozn.: k prosinci 2016 jich bylo 55, soustátí Srbsko a Černá Hora se rozpadlo na dvě samostatné země a přibyl Gibraltar a Kosovo). Těchto 52 hráčů bylo označeno jako „Golden Players“ (v překladu „zlatí hráči“). Seznam byl zveřejněn v listopadu 2003, je vystaven v sídle UEFA ve švýcarském městě Nyonu a obsahuje i nejznámější jména evropské kopané.

## Seznam fotbalistů
Zdroj:
- Albánie - Panajot Pano
- Andorra - Koldo
- Anglie - Bobby Moore
- Arménie - Choren Oganesjan
- Ázerbájdžán - Anatolij Baniševskij
- Belgie - Paul Van Himst
- Bělorusko - Sergej Alejnikov
- Bosna a Hercegovina - Safet Sušić
- Bulharsko - Christo Stoičkov
- Česko - Josef Masopust
- Dánsko - Michael Laudrup
- Estonsko - Mart Poom
- Faerské ostrovy - Abraham Løkin
- Finsko - Jari Litmanen
- Francie - Just Fontaine
- Gruzie - Murtaz Churcilava
- Chorvatsko - Davor Šuker
- Island - Ásgeir Sigurvinsson
- Irsko - Johnny Giles
- Izrael - Mordechaj Spiegler
- Itálie - Dino Zoff
- Kazachstán - Sergej Kvočkin
- Kypr - Sotiris Kaiafas
- Lichtenštejnsko - Rainer Hasler
- Litva - Arminas Narbekovas
- Lotyšsko - Aleksandrs Starkovs
- Lucembursko - Louis Pilot
- Maďarsko - Ferenc Puskás
- Makedonie - Darko Pančev
- Malta - Carmel Busuttil
- Moldavsko - Pavel Cebanu
- Německo - Fritz Walter
- Nizozemsko - Johan Cruijff
- Norsko - Rune Bratseth
- Polsko - Włodzimierz Lubański
- Portugalsko - Eusébio
- Rakousko - Herbert Prohaska
- Rumunsko - Gheorghe Hagi
- Rusko - Lev Jašin
- Řecko - Vasilis Chatzipanagis
- San Marino - Massimo Bonini
- Severní Irsko - Pat Jennings
- Skotsko - Denis Law
- Slovensko - Ján Popluhár
- Slovinsko - Branko Oblak
- Srbsko a Černá Hora - Dragan Džajić
- Španělsko - Alfredo Di Stéfano
- Švédsko - Henrik Larsson
- Švýcarsko - Stéphane Chapuisat
- Turecko - Hakan Şükür
- Ukrajina - Oleh Blochin
- Wales - John Charles